# Phrygile plébéien
Geospizopsis plebejus
Pour les articles homonymes, voir Phrygile.
Espèce
Statut de conservation UICN

 LC  : Préoccupation mineure
Le Phrygile plébéien (Geospizopsis plebejus) est une espèce de passereaux appartenant à la famille des Thraupidae.

## Répartition
Cet oiseau vit à travers la cordillère des Andes et les sierras de Córdoba.